# Jean-Antoine Lépine
Jean-Antoine Lépine (Challex, 18 de noviembre de 1720-París, 31 de mayo de 1814), fue un relojero francés. Inventó el calibre que lleva su nombre, en el que se sustituye la placa superior del mecanismo del reloj por puentes. Esto permitió colocar el balancín al lado y no encima del mecanismo, lo que hizo que los relojes fueran más delgados. También reclamó la invención del escape de coma.
Después de haber comenzado en Challex, llegó a París y sirvió en 1744 como aprendiz de André-Charles Caron (1697-1775), relojero del rey, con cuya hija se casó en 1756 (hermana de Beaumarchais). Se convirtió en maestro relojero en 1765 y fue nombrado relojero del Rey, formando el taller Caron et Lépine.
Se convirtió en el relojero de Luis XV, Luis XVI y luego de Napoleón. Murió el 31 de mayo de 1814 en París y está enterrado en el Cementerio del Père Lachaise, en la división 36).
Su nombre se asocia a veces con el de Voltaire, que era agente de sus talleres en Ferney. Varios de sus relojes se exhiben en museos, como el reloj que adorna la Oficina del Rey en el Palacio de Versalles.

## Inventos y mejoras
A lo largo de su carrera, Lépine contribuyó al desarrollo de la relojería con varios inventos importantes:
- Modificó el escape de Jean-André Lepaute. Gracias a Jean Antoine Lépine, se utilizaría durante unos veinte años aproximadamente en Francia.
- Inventó un nuevo mecanismo de repetición: en 1763 ideó un mecanismo en el que, al pulsar el colgante, se enrollaba el muelle del repetidor y en el que se colocaban los bastidores horarios y cuartos directamente sobre el torsor. El nuevo diseño supuso una gran mejora, eliminando la frágil cadena de bobinado. También proporcionó al sistema una mejor estabilidad y una disminución de la fricción, al tiempo que ahorraba espacio y simplificaba el mecanismo. La Mémoire de la Academia de Ciencias de 1763, en el capítulo "Machines et inventions approuvées par la Académie 1763", incluía un informe muy favorable de la invención de Lépine. La idea, con algunas modificaciones, aún perdura hoy en día.
- Inventó un sistema de dar cuerda que no necesita ninguna llave para hacerlo girar.
- Fue el primer relojero que continuó estudiando y trabajando el diseño estético de los relojes en el sentido moderno de la palabra, abriendo el camino que seguirían Breguet y otros prestigiosos relojeros posteriores.
- También fue el primero en utilizar números arábigos en los diales, tanto para las horas como para los minutos.
- A Lépine también se le atribuye la introducción de la configuración manual en la parte posterior del reloj y la caja de cazador (o savonette) que cubre completamente una esfera con su panel articulado con resorte.
- Desarrolló una nueva forma de caja, à Charnier pérdidas (con bisagras ocultas) y un bisel fijo. Como a estos relojes se les daba cuerda y se ponían en hora desde la parte posterior, el movimiento estaba protegido del polvo mediante una caja interior. Esta nueva disposición tenía la ventaja de impedir el acceso desde la cara del dial, evitando así dañar el dial o las agujas.
- Las agujas en forma de manzana Aiguilles à pomme; las agujas huecas y de punta fueron utilizadas por primera vez por Lépine. En 1783 Breguet introdujo una variación con la "luna" excéntrica, y éstas son las más populares actualmente, conocidas como agujas de Breguet.

## Legado
El 1793-94, Lépine, cuando sus ojos cansados le impidieron trabajar, entregó la "Maison Lépine" a su yerno Claude-Pierre Raguet que se había asociado en 1792 y cuando murió en 1810, su hijo Alejandro Raguet-Lépine continuó el negocio. Sin embargo, Jean-Antoine Lépine continuó activo en la empresa hasta su muerte, el 31 de mayo de 1814, en su casa de la calle St. Anne de París. Fue enterrado en una concesión temporal en el cementerio de Père-Lachaise el 1 de junio de 1814.
El negocio se vendió a Jean Paul Chapuy el 1815, dando trabajo al sobrino de Lépine, Jacques Lépine (que trabajó desde el 1814 hasta el 1825), quien a su vez había sido nombrado relojero del rey de Westfalia (Alemania) en 1809. Más tarde en 1827 fue vendido a Deschamps, que fue sucedido en 1832 por Fabre (Favre). En 1853 pasó a Boulay; en 1885 a Roux, yerno de Boulay; en 1901 a Ferdinand Verger; en 1914 se produjo la última adquisición; y en 1919 el accionariado residual fue comprado por Louis Leroy. El negocio continuó siempre con el nombre de Lépine.
Varios relojes Lépine se exhiben en los museos y palacios europeos. De hecho, sus relojes son considerados como algunos de los mejores de la historia de la relojería. Jugó un papel importante a la hora de idear algunos de los mecanismos que posteriormente harían posible el desarrollo de los relojes de pulsera.

## Asociaciones históricas
Lépine fue patrocinado por figuras destacadas de su tiempo, incluyendo la condesa de Artois y de Provenza, varios miembros de la aristocracia francesa, así como de la realeza española, británica y sueca. Aparte de monarcas, aristócratas, burguesas, etc., tal fue la popularidad del diseño de Lépine que George Washington, retirado como presidente de Estados Unidos, le envió esta carta:

Dear Sir, I had the pleasure to receive by the last mail your letter dated the 12th of this month. I am much obliged by your offer of executing commissions for me in Europe, and shall take the liberty of charging you with one only. I wish to have a good gold watch procured for my own use; not a small, trifling, nor finically ornamented one, but a watch well executed in point of workmanship, and of about the size and kind of that which was procured by Mr. (Thomas) Jefferson for Mr. (James) Madison, which was large and flat. I imagine Mr. Jefferson can give you the best advice on the subject, as I am told this species of watches, which I have described, can be found cheaper and better fabricated in Paris than in London. (...)" Letter from George Washington to Gouverneur Morris. Mount Vernon, 28 November 1788.

Traducción: Estimado señor, he tenido el placer de recibir por el último correo su carta fechada el 12 de este mes. Estoy muy obligado por su oferta de ejecución de encargos para mí en Europa y me tomaré la libertad de cobrar de ello en sólo uno. Deseo adquirir un buen reloj de oro para mi propio uso; no un pequeño, bagatela, ni finamente ornamentado, sino un reloj bien ejecutado en punto de vista de trabajo de artesanía, y aproximadamente del tamaño y el tipo que adquirió el señor (Thomas) Jefferson para el señor (James) Madison, que era gordo y plano. Imagino que el señor Jefferson le puede dar los mejores consejos sobre el tema, ya que me dicen que esta especie de relojes, que he descrito, se puede encontrar más barata y fabricada mejor en París que en Londres. (. . . ) "  Carta de George Washington al Gobernador Morris. Mount Vernon, 28 de noviembre de 1788.

George Washington, recibió a través de su emisario en París el reloj de bolsillo con una nota donde le decía:

"Mr. Lépine (who) is at the Head of his Profession here, and in Consequence asks more for his Work than any Body else. I therefore waited on Mr. L'Epine and agreed with him for two Watches exactly alike, one of which be for you and the other for me". Gouverneur Morris in Paris 23 February 1789.

Traducción: "El señor Lépine (que) está aquí al frente de su profesión y, en consecuencia, pide más por su trabajo que cualquier otro. Por lo tanto, esperé al señor Lépine y acordé con él dos relojes exactamente iguales, uno de ellos para usted y el otro para mí ". Gobernador Morris en París el 23 de febrero de 1789.